# Popham Colony

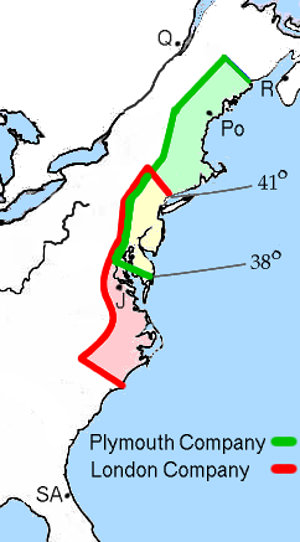
The site of the 1607 Popham Colony in present-day Maine is shown by "Po" on the map. The Jamestown Settlement is shown by "J"

Colonia Popham, conform [The] Popham Colony  (cunoscută și sub numele de Sagadahoc Colony) a fost una din coloniile engleze de scurtă durată din America de Nord fondată în 1607 de către Virginia Company of Plymouth. Situată în perimetrul orașului de azi Phippsburg, Maine, în apropierea gurii râului Kennebec, așezarea a fost practic abandonată după mai bine de un an. Crearea sa s-a produs la câteva luni după cea a coloniei Jamestown Settlement, care a fost fondată la 14 iunie 1607 de către Virginia Company of London, continuând să existe permanent în comitatul James City, Virginia ca prima așezare permanent locuită din Statele Unite ale Americii de astăzi. 
Colonia Popham a fost prima colonie engleză din regiunea care urma să devină cunoscută drept Noua Anglie, în original New England. Abandonarea coloniei după doar un an s-a produs, foarte probabil, datorită unei schimbări în conducerea familiei și, deci, a unei alte perspective, și nu unei încercări nereușite de colonizare din Lumea Nouă. Un argument important, care subliniază teoria anterioară, este pierderea de vieți umane, care a fost sensibil mai redusă în cazul Popham față de Jamestown, în aceeași perioadă de timp, 1607 - 1608.